# Kadinjača
Kadinjača (en serbe cyrillique : Кадињача) est un mémorial situé sur le territoire du hameau de Zaglavak près d'Užice, en Serbie. Construit en deux phases en 1950 et en 1979, il est inscrit sur la liste des monuments culturels d'importance exceptionnelle de la république de Serbie.

## Emplacement
La colline de Kadinjača se trouve à 10 km au nord-ouest d'Užice, sur la route qui conduit à Bajina Bašta.

## Histoire
Le mémorial célèbre le souvenir des combats de novembre 1941 menés par le Bataillon des travailleurs d'Užice, qui était constitué de Partisans communistes yougoslaves et commandé par Andrija Đurović, contre les forces nazies qui voulaient réduire la poche de résistance que constituait la république d'Užice, aux mains des hommes de Tito. Les soldats du bataillon yougoslave furent tués lors de la bataille de Kadinjača, le 29 novembre 1941.

## Site
Sur le site de Kadinjača, un premier ensemble mémoriel a été construit en 1952, avec l'érection d'un monument en forme de pyramide sous lequel se trouve une crypte abritant les dépouilles des soldats tués lors de la bataille de Kadinjača.
Le site a connu une extension importante en 1979, qui lui a donné son apparence actuelle. Le projet a été conçu par l'architecte Aleksandar Đokić et réalisé par le sculpteur Miodrag Živković. L'ensemble mémoriel a été officiellement inauguré par le président yougoslave Josip Broz Tito le 23 septembre 1979.
Un musée présente plus de trois cents objets et documents liés aux soldats du bataillon, papiers personnels ou d'archive, photographies et armes.
Sur le mémorial lui-même sont inscrits des vers du poète Slavko Vukosavljević, originaire d'Užice :

« Ô mon pays natal, le savais-tu ?

Tout un bataillon a été tué...

Sang rouge et fleuri

Qui transperce la neige, froide et blanche.

La nuit, la neige a recouvert cela aussi.

Mais, au sud... Marche militaire... 

Quatorze kilomètres s'effondreront,

Mais jamais ne le fera Kadinjača. »